# 평안북도 (일제강점기)

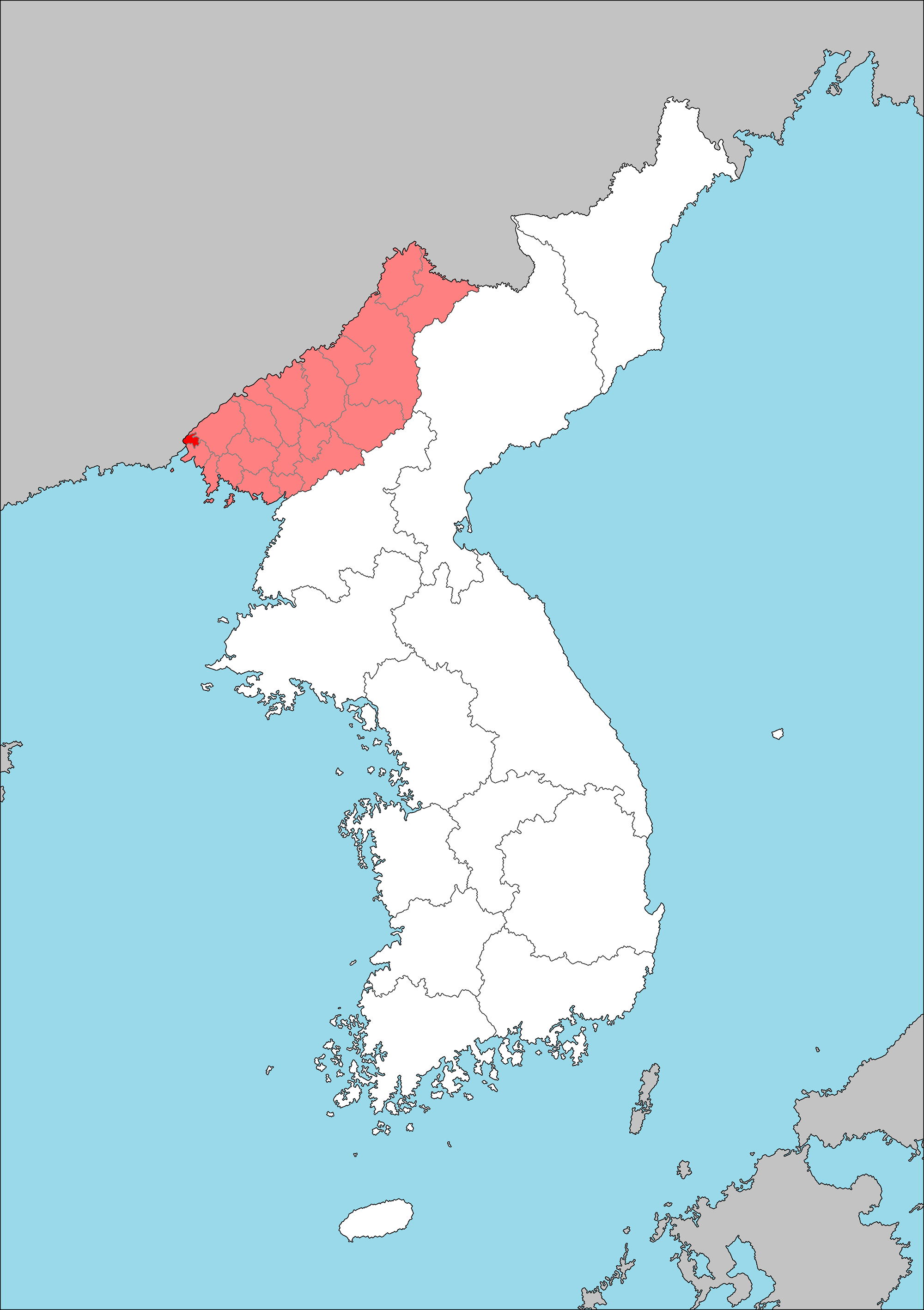
1945년의 평안북도.

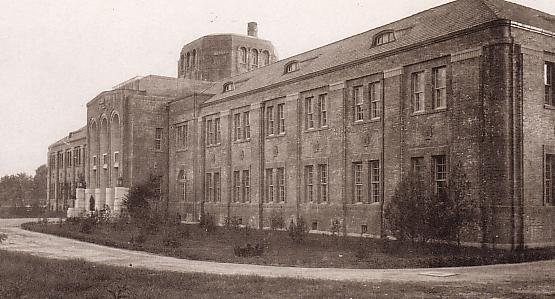
일제강점기 시대의 평안북도청 청사

평안북도(平安北道, 일본어: 平安北道, へいあんほくどう 헤이안호쿠도[*])는 일제강점기였던 1910년부터 1945년까지 존재했던 행정 구역 가운데 하나로 도청 소재지는 신의주부이며 면적은 28,444.50km2(1940년 당시 기준), 인구는 1,882,799명(1944년 당시 기준), 인구 밀도는 66.2명/km2이다. 현재의 조선민주주의인민공화국의 평안북도와 자강도에 걸쳐 있었으며 1개 부, 19개 군을 관할했다.

## 인구
| 연도   | 인구        | 인구 그래프 | 비고 |
| ------ | ----------- | ----------- | ---- |
| 1925년 | 1,417,091명 |             |      |
| 1930년 | 1,562,791명 |             |      |
| 1935년 | 1,710,352명 |             |      |
| 1940년 | 1,768,265명 |             |      |
| 1944년 | 1,882,799명 |             |      |

1944년(쇼와 19년)에 실시된 인구 조사에서는 다음과 같은 인구가 분포했다.
- 전체 인구: 1,882,799명
  - 일본인: 27,265명
  - 조선인: 1,826,863명
  - 그 외의 민족: 28,671명

## 행정 구역
행정 구역은 1945년(쇼와 20년) 당시를 기준으로 한다.

### 부
- 신의주부 (新義州府, 신기슈부)

### 군
- 의주군 (義州郡, 기슈군)
  - 의주읍(義州邑), 위원면(威遠面), 고관면(古館面), 위화면(威化面), 고성면(古城面), 송장면(松長面), 수진면(水鎭面), 가산면(加山面), 광평면(廣坪面), 옥상면(玉尙面), 고령삭면(古寧朔面), 월화면(月華面), 비현면(枇峴面)
- 구성군 (龜城郡, 기조군)
  - 구성면(龜城面), 동산면(東山面), 오봉면(五峰面), 방현면(方峴面), 서산면(西山面), 노동면(蘆洞面), 이현면(梨峴面), 사기면(沙器面), 관서면(館西面), 천마면(天摩面)
- 태천군 (泰川郡, 다이센군)
  - 태천면(泰川面), 서성면(西城面), 서면(西面), 남면(南面), 원면(院面), 장림면(長林面), 동면(東面), 강동면(江東面), 강서면(江西面)
- 운산군 (雲山郡, 운산군)
  - 북진읍(北鎭邑), 운산면(雲山面), 동신면(東新面), 성면(城面), 위연면(委延面)
- 희천군 (熙川郡, 기센군)
  - 희천읍(熙川邑), 동면(東面), 서면(西面), 남면(南面), 북면(北面), 진면(眞面), 장동면(長洞面), 동창면(東倉面), 신풍면(新豊面)
- 영변군 (寧邊郡, 네이헨군)
  - 영변면(寧邊面), 오리면(梧里面), 연산면(延山面), 독산면(獨山面), 소림면(少林面), 팔원면(八院面), 봉산면(鳳山面), 고성면(古城面), 남신현면(南薪峴面), 남송면(南松面), 태평면(泰平面), 북신현면(北薪峴面), 용산면(龍山面), 백령면(百嶺面)
- 박천군 (博川郡, 하쿠센군)
  - 박천읍(博川邑), 동남면(東南面), 덕안면(德安面), 양가면(兩嘉面), 가산면(嘉山面), 서면(西面), 용계면(龍溪面), 청룡면(靑龍面)
- 정주군 (定州郡, 데이슈군)
  - 정주읍(定州邑), 고안면(高安面), 덕언면(德彦面), 마산면(馬山面), 대전면(大田面), 고덕면(古德面), 갈산면(葛山面), 남서면(南西面), 임포면(臨浦面), 곽산면(郭山面), 관주면(觀舟面), 안흥면(安興面), 옥천면(玉泉面)
- 선천군 (宣川郡, 센센군)
  - 선천읍(宣川邑), 동면(東面), 군산면(郡山面), 남면(南面), 태산면(台山面), 수청면(水淸面), 신부면(新府面), 심천면(深川面), 산면(山面)
- 철산군 (鐵山郡, 데쓰잔군)
  - 철산면(鐵山面), 백량면(栢梁面), 부서면(扶西面), 여한면(餘閑面), 참면(站面), 서림면(西林面)
- 용천군 (龍川郡, 류센군)
  - 용암포읍(龍巖浦邑), 부라면(府羅面), 외하면(外下面), 외상면(外上面), 내중면(內中面), 동상면(東上面), 동하면(東下面), 양광면(楊光面), 양하면(楊下面), 양서면(楊西面), 북중면(北中面), 신도면(薪島面)
- 삭주군 (朔州郡, 사쿠슈군)
  - 청수읍(靑水邑), 삭주면(朔州面), 구곡면(九曲面), 남서면(南西面), 외남면(外南面), 수풍면(水豊面), 양산면(兩山面)
- 창성군 (昌城郡, 쇼조군)
  - 창성면(昌城面), 창주면(昌州面), 전창면(田倉面), 우면(祐面), 신창면(新倉面), 동창면(東倉面), 대창면(大倉面), 청산면(靑山面)
- 벽동군 (碧潼郡, 헤키토군)
  - 벽동면(碧潼面), 대평면(大平面), 오북면(吾北面), 우시면(雩時面), 가별면(加別面), 권회면(鸛會面), 성남면(城南面), 송서면(松西面)
- 초산군 (楚山郡, 소산군)
  - 초산면(楚山面), 동면(東面), 남면(南面), 고면(古面), 풍면(豊面), 판면(板面), 송면(松面), 도원면(桃源面), 강면(江面), 성서면(城西面)
- 위원군 (渭原郡, 이겐군)
  - 위원면(渭原面), 봉산면(鳳山面), 위송면(渭松面), 화창면(和昌面), 대덕면(大德面), 숭정면(崇正面), 서태면(西泰面)
- 강계군 (江界郡, 고카이군)
  - 강계읍(江界邑), 만포읍(滿浦邑), 곡하면(曲河面), 시중면(時中面), 어뢰면(漁雷面), 고산면(高山面), 외귀면(外貴面), 이서면(吏西面), 종서면(從西面), 종남면(從南面), 공북면(公北面), 간북면(干北面), 성간면(城干面), 전천면(前川面), 화경면(化京面), 입관면(立館面), 용림면(龍林面)
- 자성군 (慈城郡, 시조군)
  - 자성면(慈城面), 이평면(梨坪面), 삼풍면(三豊面), 자하면(慈下面), 장토면(長土面), 중강면(中江面)
- 후창군 (厚昌郡, 고쇼군)
  - 후창면(厚昌面), 동신면(東新面), 동흥면(東興面), 남신면(南新面), 칠평면(七坪面)

## 역대 도지사
| 호적   | 이름              | 한자 표기   | 재임 기간                           | 비고                              |
| ------ | ----------------- | ----------- | ----------------------------------- | --------------------------------- |
| 내지인 | 가와카미 쓰네오   | 川上 常郎   | 1910년 10월 1일 - 1916년 11월 14일  | 평안북도 장관                     |
| 내지인 | 후지카와 리자부로 | 藤川 利三郎 | 1916년 11월 14일 - 1919년 9월 26일  | 장관, 1919년 8월부터 평안북도지사 |
| 내지인 | 이이오 도지로     | 飯尾 藤次郎 | 1919년 9월 26일 - 1923년 2월 24일   |                                   |
| 내지인 | 이쿠타 세이자부로 | 生田 清三郎 | 1923년 2월 24일 - 1925년 6월 15일   |                                   |
| 내지인 | 다니 다키마       | 谷 多喜磨   | 1925년 6월 15일 - 1929년 11월 28일  |                                   |
| 내지인 | 이시카와 도모리   | 石川 登盛   | 1929년 11월 28일 - 1932년 12월 13일 |                                   |
| 내지인 | 하시 모리사다     | 土師 盛貞   | 1932년 12월 13일 - 1935년 4월 1일   |                                   |
| 내지인 | 오타케 주로       | 大竹 十郎   | 1935년 4월 1일 - 1936년 5월 21일    |                                   |
| 내지인 | 미자 사스가       | 美座 流石   | 1936년 5월 21일 - 1939년 3월 15일   |                                   |
| 내지인 | 니시모토 게이조   | 西本 計三   | 1939년 3월 15일 - 1940년 9월 2일    |                                   |
| 내지인 | 고 야스히코       | 高 安彦     | 1940년 9월 2일 - 1941년 11월 19일   |                                   |
| 내지인 | 시라이시 고지로   | 白石 光治郎 | 1941년 11월 19일 - 1943년 7월 17일  |                                   |
| 내지인 | 노부하라 사토루   | 信原 聖     | 1943년 7월 17일 - 1945년 3월 28일   |                                   |
| 내지인 | 야마지 야스유키   | 山地 靖之   | 1945년 3월 28일 - 1945년 8월 15일   | 광복                              |

## 같이 보기
- 한국의 행정 구역